# Frank Seator
Frank Jean Seator (1975. október 24. – 2013. február 12.) libériai válogatott labdarúgó. 
Pályafutása során először Magyarországon a Videoton játékosaként fordult meg, majd játszott még Katarban, Svédországban, Kuvaitban, Tunéziában, Malajziában, Indonéziában és Ománban is. Seator 2013. február 12-én hunyt el, halálának okát nem hozták nyilvánosságra.

## Góljai a libériai válogatottban
| #        | Dátum              | Ellenfél | Eredmény | Kiírás              | Esemény |
| -------- | ------------------ | -------- | -------- | ------------------- | ------- |
| 1.       | 2001. január 28.   | Ghána    | 3 – 1    | Vb-selejtező        | 11' 75' |
| 2. és 3. | 2001. december 30. | Tunézia  | 2 – 7    | barátságos mérkőzés | 15' 76' |

## Sikerei, díjai
Perak FA:
- Maláj FA-kupa: 2004
- Charity Shield Malajzia: 2005, 2006

Libériai labdarúgó-válogatott:
- Afrikai nemzetek kupája résztvevő: 2002

## Fordítás
- Ez a szócikk részben vagy egészben  a   Frank Seator című angol Wikipédia-szócikk fordításán alapul.  Az eredeti cikk szerkesztőit annak laptörténete sorolja fel. Ez a jelzés csupán a megfogalmazás eredetét és a szerzői jogokat jelzi, nem szolgál a cikkben szereplő információk forrásmegjelöléseként.